# 上越市立城南中学校
かつて新潟県上越市にあった公立中学校。1980年（昭和55年）に上越市立新道中学校と統合され上越市立城東中学校となった。

## 概要
1947年（昭和22年）に制定された新制中学校制度により、1948年（昭和23年）に創立された。城南中学校はかつて大手町にあり、理科室のあった鉄筋校舎等、一部の校舎は2025年現在も残る（現在の上越市女性ネットワーキングルーム）。石碑も存在する。
校歌は、創立10周年を記念して1958年に制定された。作詞は上越市出身の芥川賞作家小田嶽夫、作曲は小山郁之進が担当した。
1980年（昭和55年）3月31日に新道中学校と統合し城東中学校となったため、城南中学校は閉校した。